# Serie B 2002-2003 (calcio femminile)
L'edizione 2002-2003 è stata la trentaquattresima edizione del campionato di Serie B femminile italiana di calcio.

## Stagione

### Novità
Il Packcenter Imolese e la Vigor Senigallia sono state ammesse in Serie A2 a completamento organico, mentre il Gordige, avente diritto a partecipare alla Serie A2, ha rinunciato per iscriversi in Serie B.
Variazioni prima dell'inizio del campionato:
cambi di denominazione:
- da "Polivalente Olimpia" ad "Olimpia Vignola Calcio",

rinunce:
- G.S. Atletico Agrigento,
- Atletico Carrara,
- Castello 2001,
- CUS Cosenza C.F.,
- F.C. Femminile Juventus C.V.A.,
- GEAS C.F.[2],
- S.S. Ideal Club Incisa,
- Pol. Libertas Aquile Cammaratese,
- U.S. Ponte a Greve[3],
- A.C. Romagnano,
- C.F. Sarzana 2000,
- C.F. Varazze[2],
- S.V. Vintl,
- Virtus Trinitese Fossano.

### Formula
Vi hanno partecipato 48 squadre divise in quattro gironi. Il regolamento prevede che le prime tre classificate di ciascun girone vengano promosse in Serie A2, mentre l'ultima classificata di ciascun girone venga retrocessa nel rispettivo campionato regionale di Serie C.

## Girone A

### Squadre partecipanti
| Club                             | Città                 | Stagione 2001-2002            |
| -------------------------------- | --------------------- | ----------------------------- |
| A.C. Albenga Cisano              | Albenga               | 7º posto in Serie B/A         |
| A.C.F. Alessandria               | Alessandria           | 1º posto in Serie C Piemonte  |
| A.C.F. Aurora 72                 | Mombretto di Mediglia | 10º posto in Serie B/A        |
| A.C.F. Biellese                  | Biella                | 11º posto in Serie B/A        |
| G.S. C.F. Caprera                | La Maddalena          | 11º posto in Serie B/B        |
| U.R.S. La Chivasso               | Chivasso              | 5º posto in Serie B/A         |
| Pol. Matuziana 91 Sanremo        | Sanremo               | in Serie C Liguria            |
| A.C. Nuova Pegliese              | Genova Pegli          | in Serie C Liguria            |
| A.C.F. Orobica                   | Almenno San Salvatore | 1º posto in Serie C Lombardia |
| U.S. Piossasco                   | Piossasco             | 7º posto in Serie B/B         |
| U.S. Sampierdarenese Serra Riccò | Serra Riccò           | in Serie C Liguria            |
| F.C. Segratese                   | Segrate               | 4º posto in Serie B/A         |

### Classifica finale
|  | Pos. | Squadra                     | Pt | G  | V  | N | P  | GF | GS  | DR  |
|  | ---- | --------------------------- | -- | -- | -- | - | -- | -- | --- | --- |
|  | 1.   | Orobica                     | 53 | 22 | 16 | 5 | 1  | 67 | 14  | +53 |
|  | 2.   | Segratese                   | 52 | 22 | 17 | 1 | 4  | 73 | 23  | +50 |
|  | 3.   | Matuziana Sanremo           | 49 | 22 | 15 | 4 | 3  | 67 | 18  | +49 |
|  | 4.   | Sampierdarenese Serra Riccò | 44 | 22 | 14 | 2 | 6  | 48 | 22  | +26 |
|  | 5.   | Piossasco                   | 40 | 22 | 11 | 7 | 4  | 39 | 20  | +19 |
|  | 6.   | Biellese                    | 30 | 22 | 9  | 3 | 10 | 49 | 46  | +3  |
|  | 7.   | La Chivasso                 | 29 | 22 | 9  | 2 | 11 | 46 | 36  | +10 |
|  | 8.   | Albenga Cisano              | 25 | 22 | 7  | 4 | 11 | 42 | 49  | -7  |
|  | 9.   | Alessandria                 | 20 | 22 | 5  | 5 | 12 | 30 | 52  | -22 |
|  | 10.  | Aurora 72                   | 18 | 22 | 5  | 3 | 14 | 28 | 96  | -68 |
|  | 11.  | Caprera                     | 11 | 22 | 2  | 5 | 15 | 24 | 56  | -32 |
|  | 12.  | Nuova Pegliese              | 3  | 22 | 0  | 3 | 19 | 20 | 101 | -81 |

Legenda:
      Promossa in Serie A2
      Retrocessa in Serie C
Note:
Tre punti a vittoria, uno a pareggio, zero a sconfitta.
L'Alessandria è stata successivamente ammessa in Serie A2.

## Girone B

### Squadre partecipanti
| Club                     | Città                | Stagione 2001-2002         |
| ------------------------ | -------------------- | -------------------------- |
| C.F. Belluno             | Belluno              | 11º posto in Serie B/B     |
| Calcio Chiasiellis       | Chiasiellis          | 9º posto in Serie B/B      |
| A.C.F. Dinamo Ravenna    | Ravenna              | in Serie C Emilia-Romagna  |
| Pol. Fortitudo Mozzecane | Mozzecane            | 1º posto in Serie C Veneto |
| Gordige Calcio Ragazze   | Cavarzere            | 3º posto in Serie B/B      |
| A.C.F. Libertas Pasiano  | Pasiano di Pordenone | 6º posto in Serie B/B      |
| Pol. Libertas Porcia     | Porcia               | in Serie C                 |
| Tenelo Club Rivignano    | Rivignano            | 7º posto in Serie B/B      |
| A.C.F. Trento            | Trento               | 5º posto in Serie B/B      |
| Vicenza C.F.             | Vicenza              | 4º posto in Serie B/B      |
| A.S. 86 Villaputzu       | Villaputzu           | in Serie C Sardegna        |
| U.S.C.F. Vittorio Veneto | Vittorio Veneto      | 10º posto in Serie B/B     |

### Classifica finale
|  | Pos. | Squadra               | Pt | G  | V  | N  | P  | GF | GS | DR  |
|  | ---- | --------------------- | -- | -- | -- | -- | -- | -- | -- | --- |
|  | 1.   | Trento                | 54 | 22 | 17 | 3  | 2  | 61 | 19 | +42 |
|  | 2.   | Vicenza               | 52 | 22 | 17 | 1  | 4  | 57 | 19 | +38 |
|  | 3.   | Tenelo Club Rivignano | 38 | 22 | 11 | 5  | 6  | 35 | 23 | +12 |
|  | 4.   | Gordige               | 33 | 22 | 9  | 6  | 7  | 46 | 43 | +3  |
|  | 5.   | Vittorio Veneto       | 31 | 22 | 7  | 10 | 5  | 38 | 35 | +3  |
|  | 6.   | Chiasiellis           | 30 | 22 | 8  | 6  | 8  | 36 | 29 | +7  |
|  | 7.   | Fortitudo Mozzecane   | 29 | 22 | 7  | 8  | 7  | 34 | 27 | +7  |
|  | 8.   | Dinamo Ravenna        | 28 | 22 | 8  | 4  | 10 | 43 | 44 | -1  |
|  | 9.   | Libertas Pasiano      | 27 | 22 | 7  | 6  | 9  | 22 | 30 | -8  |
|  | 10.  | Villaputzu            | 17 | 22 | 3  | 8  | 11 | 20 | 37 | -17 |
|  | 11.  | Libertas Porcia       | 14 | 22 | 4  | 2  | 16 | 20 | 64 | -44 |
|  | 12.  | Belluno               | 11 | 22 | 2  | 5  | 15 | 12 | 54 | -42 |

Legenda:
      Promossa in Serie A2
      Retrocessa in Serie C
Note:
Tre punti a vittoria, uno a pareggio, zero a sconfitta.
Il Fortitudo Mozzecane è stata successivamente ammessa in Serie A2.

## Girone C

### Squadre partecipanti
| Club                        | Città                    | Stagione 2001-2002          |
| --------------------------- | ------------------------ | --------------------------- |
| Autolelli Picenum C.F.      | San Benedetto del Tronto | in Serie C Marche           |
| A.C.F. Football Cagliari    | Cagliari                 | 12º posto in Serie B/A      |
| Pol. Carbonia 2000          | Carbonia                 | 11º posto in Serie B/C      |
| A.S. Cervia 1920            | Cervia                   | in Serie C Emilia-Romagna   |
| A.C.F. Firenze              | Firenze                  | 6º posto in Serie B/C       |
| Grifo C.F. Perugia          | Perugia                  | 7º posto in Serie B/C       |
| A.C.F. Levante              | Chiavari                 | 3º posto in Serie C Liguria |
| A.C. Montale 2000           | Montale Rangone          | in Serie C Emilia-Romagna   |
| Olimpia Vignola Calcio      | Vignola                  | 8º posto in Serie B/C       |
| A.C.F. Porto Sant'Elpidio   | Porto Sant'Elpidio       | 13º posto in Serie B/C      |
| A.C. San Gregorio Femminile | L'Aquila                 | in Serie C Abruzzo          |
| Vecchiano C.F.              | Migliarino Pisano        | 2º posto in Serie C Toscana |

### Classifica finale
|  | Pos. | Squadra            | Pt | G  | V  | N  | P  | GF | GS | DR  |
|  | ---- | ------------------ | -- | -- | -- | -- | -- | -- | -- | --- |
|  | 1.   | Grifo Perugia      | 63 | 22 | 21 | 0  | 1  | 74 | 16 | +58 |
|  | 2.   | Firenze            | 55 | 22 | 18 | 1  | 3  | 89 | 24 | +65 |
|  | 3.   | Cervia             | 40 | 22 | 12 | 4  | 6  | 41 | 34 | +7  |
|  | 4.   | Autolelli Picenum  | 39 | 22 | 11 | 6  | 5  | 56 | 35 | +21 |
|  | 5.   | Montale 2000       | 33 | 22 | 9  | 6  | 7  | 38 | 36 | +2  |
|  | 6.   | Olimpia Vignola    | 25 | 22 | 5  | 10 | 7  | 36 | 39 | -3  |
|  | 7.   | Levante            | 23 | 22 | 5  | 8  | 9  | 25 | 39 | -14 |
|  | 8.   | Football Cagliari  | 19 | 22 | 4  | 7  | 11 | 25 | 48 | -23 |
|  | 9.   | San Gregorio       | 18 | 22 | 4  | 6  | 12 | 41 | 59 | -18 |
|  | 10.  | Carbonia 2000      | 18 | 22 | 4  | 6  | 12 | 40 | 64 | -24 |
|  | 11.  | Porto Sant'Elpidio | 15 | 22 | 2  | 9  | 11 | 21 | 50 | -29 |
|  | 12.  | Vecchiano          | 14 | 22 | 3  | 5  | 14 | 28 | 70 | -42 |

Legenda:
      Promossa in Serie A2
      Retrocessa in Serie C
Note:
Tre punti a vittoria, uno a pareggio, zero a sconfitta.

## Girone D

### Squadre partecipanti
| Club                           | Città              | Stagione 2001-2002     |
| ------------------------------ | ------------------ | ---------------------- |
| Pol. Autoscuola Puccio Palermo | Palermo            | 4º posto in Serie B/D  |
| A.S.I. Bari C.F.               | Bari               | in Serie C Puglia      |
| A.C. Femminile Campobasso      | Campobasso         | 8º posto in Serie B/D  |
| A.C.F. International Taranto   | Taranto            | 11º posto in Serie B/D |
| A.S. Napoli C.F.               | Napoli             | 11º posto in Serie B/D |
| Pol. Olimpica Corigliano       | Corigliano Calabro | in Serie C Calabria    |
| A.S. Perla del Tirreno         | Santa Marinella    | in Serie C Lazio       |
| Pol. Pro Reggina 97            | Reggio Calabria    | 7º posto in Serie B/D  |
| G.S. Roma C.F.                 | Roma               | 12º posto in Serie B/C |
| A.C. Salernitana Femminile     | Salerno            | 5º posto in Serie B/D  |
| A.S. Sport Femminile Napoli    | Napoli             | in Serie C Campania    |
| U.S. Termoli                   | Termoli            | in Serie C             |

### Classifica finale
|  | Pos. | Squadra                   | Pt | G  | V  | N | P  | GF | GS | DR  |
|  | ---- | ------------------------- | -- | -- | -- | - | -- | -- | -- | --- |
|  | 1.   | Termoli                   | 50 | 22 | 15 | 5 | 2  | 61 | 27 | +34 |
|  | 2.   | Autoscuola Puccio Palermo | 45 | 22 | 13 | 6 | 3  | 45 | 22 | +23 |
|  | 3.   | Olimpica Corigliano       | 41 | 22 | 12 | 5 | 5  | 47 | 20 | +27 |
|  | 4.   | Sport Femminile Napoli    | 40 | 22 | 11 | 7 | 4  | 43 | 23 | +20 |
|  | 5.   | Napoli                    | 35 | 22 | 10 | 5 | 7  | 29 | 27 | +2  |
|  | 6.   | A.S.I. Bari               | 34 | 22 | 9  | 7 | 6  | 34 | 22 | +12 |
|  | 7.   | Pro Reggina 97 (-1)       | 30 | 22 | 10 | 1 | 11 | 41 | 39 | +2  |
|  | 8.   | Perla del Tirreno         | 22 | 22 | 6  | 4 | 12 | 28 | 45 | -17 |
|  | 9.   | Campobasso                | 21 | 22 | 5  | 6 | 11 | 29 | 33 | -4  |
|  | 10.  | Salernitana               | 21 | 22 | 5  | 6 | 11 | 27 | 37 | -10 |
|  | 11.  | Roma CF                   | 20 | 22 | 5  | 5 | 12 | 26 | 41 | -15 |
|  | 12.  | International Taranto     | 7  | 22 | 2  | 1 | 19 | 21 | 95 | -74 |

Legenda:
      Promossa in Serie A2
      Retrocessa in Serie C
Note:
Tre punti a vittoria, uno a pareggio, zero a sconfitta.
La Pro Reggina 97 ha scontato 1 punto di penalizzazione per una rinuncia.

## Verdetti finali
- Orobica, Segratese, Matuziana 91 Sanremo, Trento, Vicenza, Tenelo Club Rivignano, Grifo Perugia, Firenze, Cervia 1920, Termoli, Autoscuola Puccio Palermo e Olimpica Corigliano promosse in Serie A2.
- Nuova Pegliese, Belluno, Vecchiano e International Taranto retrocesse nel campionato regionale di Serie C.